# Десятая поправка к Конституции США

Официальный текст Билля о правах

Десятая поправка к Конституции США является частью Билля о правах. Как и другие поправки, составляющие Билль о правах, она внесена в конгресс 5 сентября 1789 года и ратифицирована необходимым количеством штатов 15 декабря 1791 года.

Полномочия, не делегированные Соединенным Штатам настоящей Конституцией и не запрещенные для отдельных штатов, сохраняются соответственно за штатами либо за народом.
Оригинальный текст (англ.)The powers not delegated to the United States by the Constitution, nor prohibited by it to the States, are reserved to the States respectively, or to the people— 
Согласно данной поправке, Конституцией США не закрепляются предметы ведения штатов, а сохраняется «остаточная компетенция», то есть предметы и проблемы, не отнесённые к ведению федерации и не включённые в качестве специальных запрещений. Права штатов Конституцией не гарантируются. В решении по делу Гарсия против Управления городского транспорта Сан-Антонио 1985 года Верховный суд США указал: «права штатов защищены не Десятой поправкой, а структурой самого федерального правительства» и политическим процессом, который гарантирует «непринятие законов, неправомерно обременяющих штаты».
Этот принцип «остаточной компетенции» является одним из двух основных составляющих закрепленного Конституцией США принципа федерализма. Раздел 8 статьи I Конституции США содержит исчерпывающий перечень предметов ведения, делегируемых федерации и находящихся в исключительном ведении Конгресса (установление федеральных налогов, чеканка монеты, учреждение судов и пр.). Не упомянутые в указанном разделе вопросы законодательного регулирования с некоторыми оговорками относятся к ведению штатов, что и было уточнено в 1791 году X поправкой. Указанные обстоятельства указывают на фактическое наличие дуалистической системы источников права в американской правовой системе, а именно одновременное наличие федерального законодательства и законодательства штатов. Кажущееся разграничение порядка полномочий между федерацией и штатами осложняется указанной в абзаце 18 раздела 8 статьи I Конституции США нормы, предусматривающей возможность расширения компетенции Конгресса изданием законов, необходимых и уместных для осуществления любых предписанных Конституцией федеральных полномочий. Это способствует тому, что вновь возникающие предметы правового регулирования Конгресс относит к своей компетенции, из чего следует верховенство федерации в большинстве областей социально-экономической и политической жизни.